# Lambrechten
Lambrechten est une commune autrichienne du district de Ried im Innkreis en Haute-Autriche.